# Lippmann, Rosenthal & Co. (Sarphatistraat)

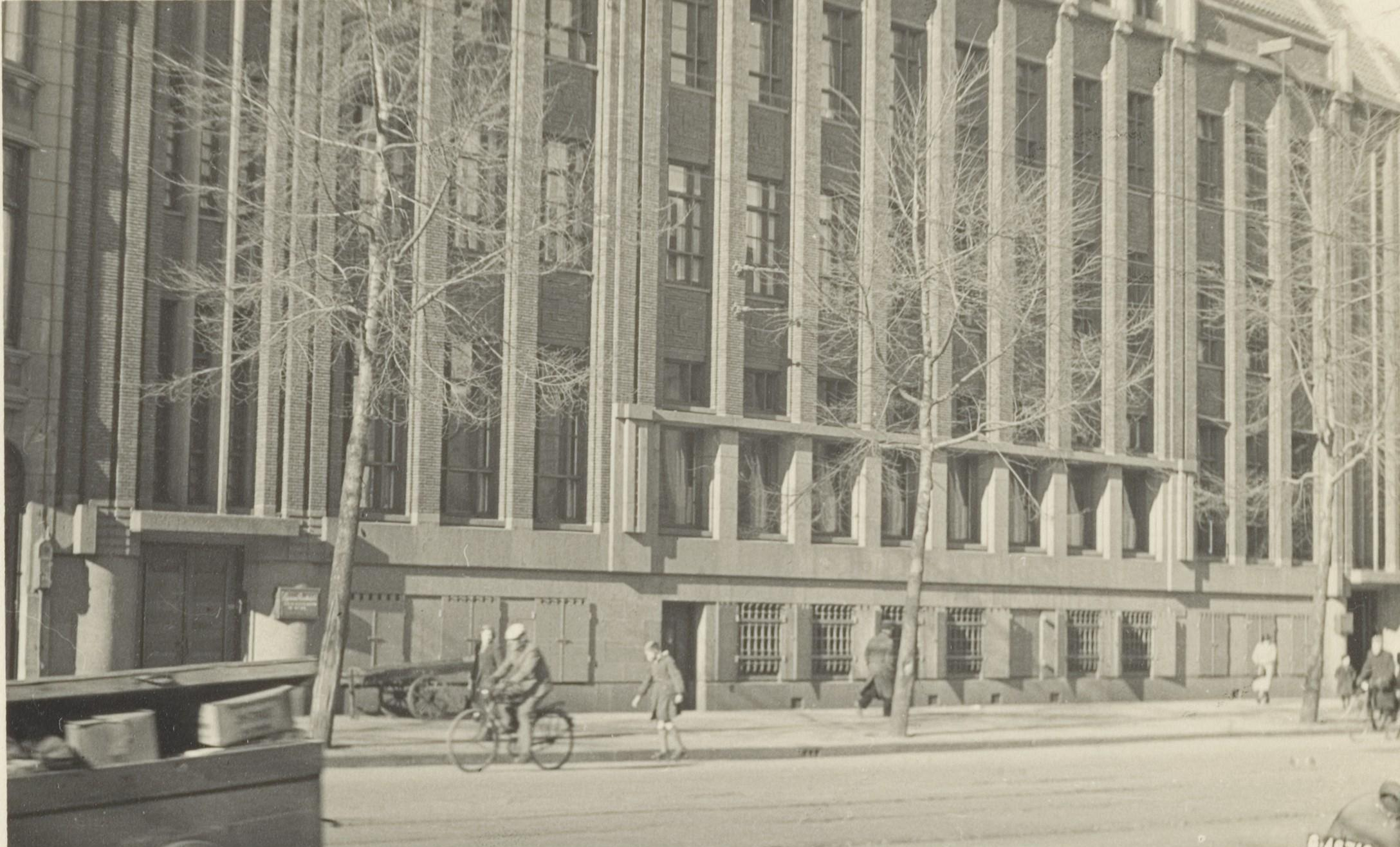
Het bankgebouw van 'Lippmann, Rosenthal & Co' in de Sarphatistraat in maart 1944

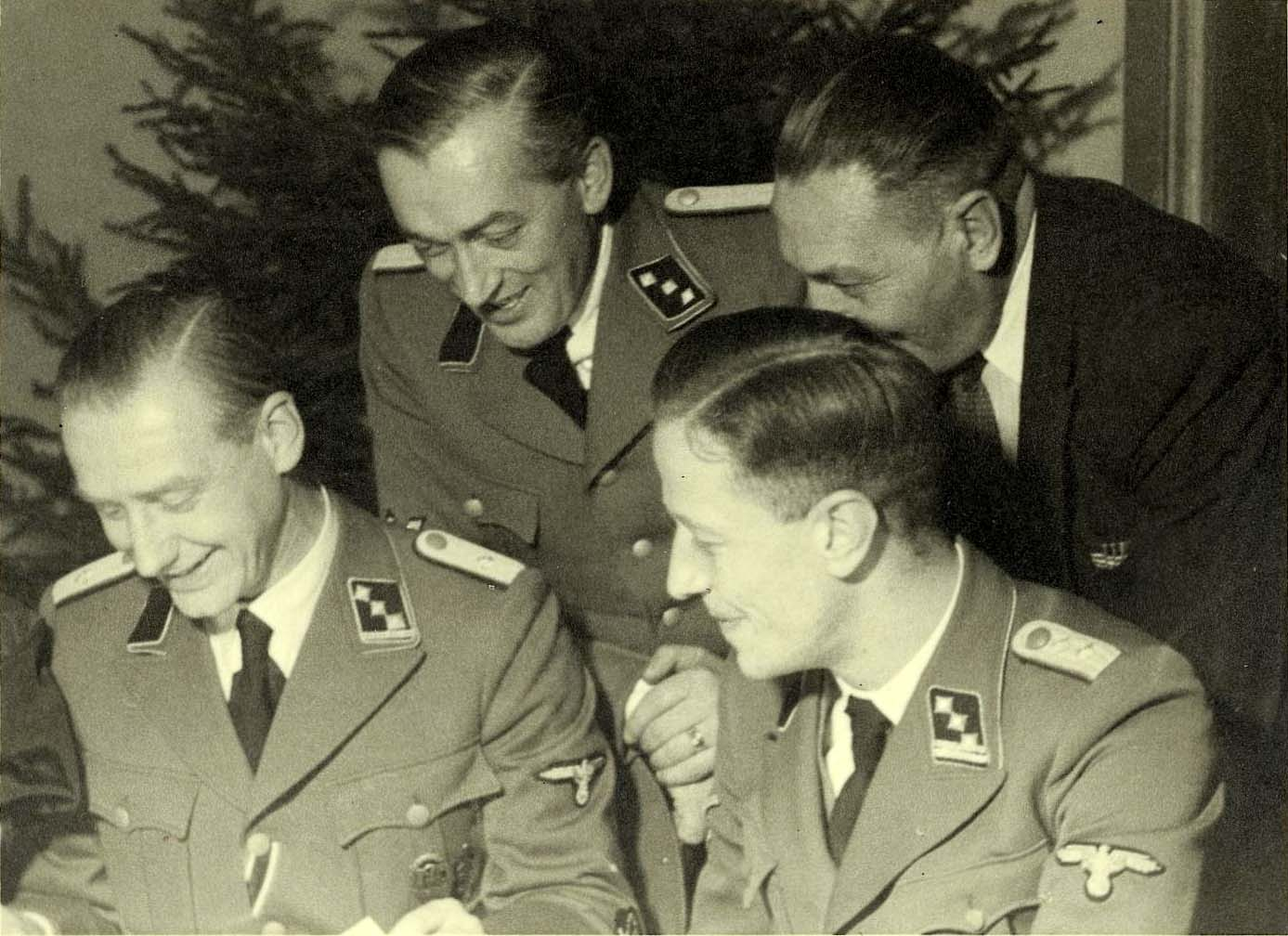
Kamp Westerbork tijdens het Joelfeest in 1942: Rechtsboven Scheltens van de firma Lippmann, Rosenthal & Co met van links naar rechts kampcommandant Albert Konrad Gemmeker, SS Untersturmführer Hassel en Ferdinand aus der Fünten.

Lippmann, Rosenthal & Co. of kortweg Liro, in de volksmond ook bekend als de "Duitse roofbank" of "Nazibank", was een bank aan de Sarphatistraat nabij het Weesperplein in Amsterdam. De bank werd tijdens de Duitse bezetting in de Tweede Wereldoorlog opgericht om joods bezit (geld, waardepapieren en waardevolle bezittingen) te registreren en vervolgens te roven. Via deze bank plukten de nazi's de Nederlandse joden systematisch kaal alvorens ze te deporteren.

## Oprichting
De bank werd opgericht door Alfred Flesche, die de zaakwaarnemer ("Verwalter") was van de bank Lippmann, Rosenthal & Co gevestigd aan de Nieuwe Spiegelstraat. Deze bank was in 1859 door de joodse ondernemers George Rosenthal en Leo Lippmann opgericht.
De bank werd als een filiaal van Lippmann, Rosenthal & Co aan de Sarphatistraat onder dezelfde naam gepresenteerd. Voor de buitenwereld leek het een gewone bank die joden aanmoedigde er hun geld en bezittingen zoals sieraden en schilderijen te deponeren. De nazi's wilden met de naam van de oorspronkelijke joodse bank vertrouwen wekken. Het was echter een bank waarmee de nazi's de joden van hun bezittingen zouden gaan beroven. De roofbank werd gevestigd in het souterrain en de parterreverdieping van een bijkantoor van de Amsterdamsche Bank aan de Sarphatistraat 55. De Duitse Walter von Karger werd tot directeur benoemd.

## Joods kapitaal
Verordening 148/1941 van 8 augustus 1941 verplichtte in eerste instantie alleen vermogende joden hun banktegoeden en contant geld bij deze bank onder te brengen. Later werd dit verplicht voor alle joden.  
Joden werden via de bank stap voor stap van al hun bezittingen beroofd. Bij verordening 58/1942 van 21 mei 1942 moesten joodse vorderingen aan de bank worden gemeld, zowel door de schuldeiser als door de schuldenaar. Joden moesten hun kunstcollecties, goud, platina, zilver, sieraden, antiek, alsmede alle edelstenen en parels inleveren bij de bank, evenals fototoestellen, vulpennen en postzegelverzamelingen. Het resultaat hiervan was dat geen enkele jood na 30 juni over meer dan tweehonderdvijftig gulden kon beschikken. Alles wat boven dit bedrag uitkwam moest worden gestort bij de Liro. 
Verzekeringspolissen moesten worden afgekocht en de afkoopsommen moesten gestort worden bij de bank. De opbrengst van joodse bedrijven die werden geliquideerd kwamen bij de Liro terecht. Effecten - in die tijd nog letterlijk waardepapieren - moesten worden afgegeven. Onroerend goed werd aan derden verkocht en de opbrengst kwam bij de Liro terecht.
Een deel van door de Einsatzstab Reichsleiter Rosenberg geconfisqueerde inboedels kwam bij de Liro-bank terecht. De inboedels werden in Amsterdam veelal opgehaald door verhuisbedrijf Abraham Puls, onder toezicht van een vertegenwoordiger van de Liro. De meeste goederen gingen echter direct naar Duitsland, als "geschenk van het Nederlandse volk aan Duitse huishoudens".
Naar schatting beheerde Liro-bank 300 - 400.000.000 gulden dat verkregen was van joden. Er woonden in 1941 volgens een Duitse inventarisatie 140.522 "Volljuden" in Nederland. Gemiddeld hadden joden ca. 3000 gulden moeten inleveren. 

### Filiaal Westerbork
Joden die in Kamp Westerbork terechtkwamen moesten daar hun laatste geld (de 250 gulden die ze eerder mochten behouden) afgeven aan een lokaal filiaal van de bank. Om de onteigening compleet te maken had Lippmann, Rosenthal namelijk een filiaal in Kamp Westerbork geopend, waar onder dwang alles werd afgenomen wat men aan dierbaars op het lichaam had trachten te verstoppen, tot aan dure mantels en schoenen aan toe.
Het geld van de Liro-bank werd onder andere gebruikt voor de deportatie van joden uit Nederland. De bank stelde 11 miljoen gulden beschikbaar voor uitbreiding en exploitatie van doorgangskamp Westerbork; 26 miljoen gaf de bank voor bouw en exploitatie van het concentratiekamp Vught.

### Effectenhandel
De Vereeniging voor de Effectenhandel gaf de Liro in 1941 direct toegang tot de effectenbeurs. De Liro kon hierdoor zonder toestemming van de eigenaren de effecten op de beurs verkopen.

### Verhandeling van goederen
De goederen moesten zo gauw mogelijk verkocht worden en de opbrengst ging naar de Vermögensverwaltungs- und Rentenanstalt (VVRA), waar de opbrengst van geliquideerde joodse bedrijven ook al was terechtgekomen. Uiteindelijk moest dit het Duitse rijk ten goede komen. Het grootste deel van de goederen werd verkocht vanaf 1943. Bij de verkoop konden nazikopstukken een keus maken uit de geconfisqueerde kunst. Werken die overbleven gingen naar Duitse kunsthandelaren en musea. Nederlandse opkopers van de kunst uit de Liro-bank waren o.a. het Rijksmuseum Amsterdam, het Gemeentemuseum Den Haag, Museum Boymans en het Centraal Museum in Utrecht.
Kunstwerken van mindere garnituur mochten geveild worden in Nederland. Veel goederen werden verkocht aan Veilinghuis S.J. Mak van Waay, Frederik Muller & Co. en Van Marle & Bignell. Ook de Nederlandse belastingdienst profiteerde van de Liro-bank. Zij inden de vermogensbelasting of inkomstenbelasting van de bestolen joden direct bij de bank, totdat Seyss-Inquart hier eind 1942 een eind aan maakte.

## Liquidatie na de bevrijding

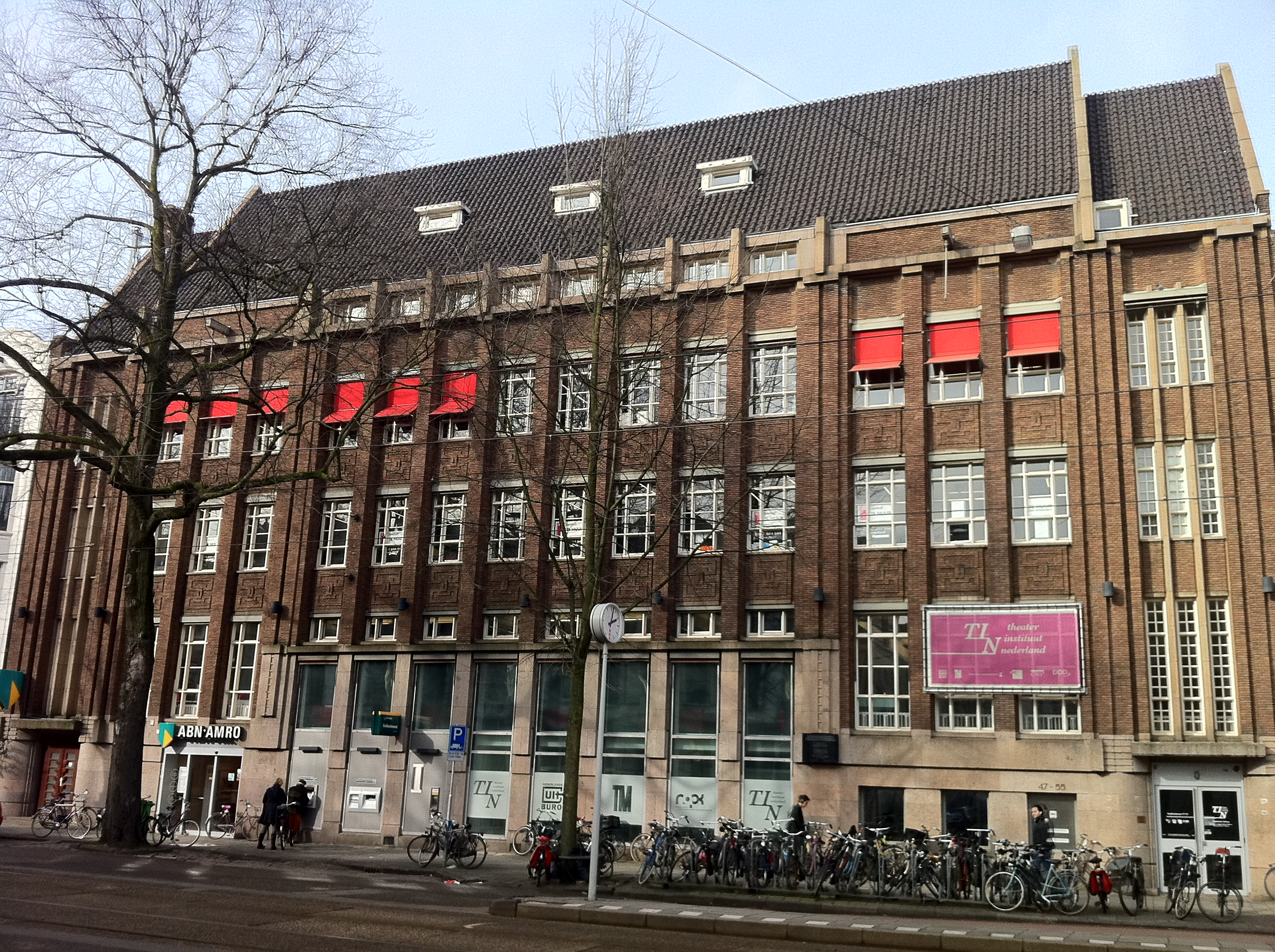
Het bankgebouw in 2012

Na de bevrijding werd de Liro-bank ten behoeve van de liquidatie hernoemd naar LVVS - Liquidatie van Verwaltung Sarphatistraat. De bank werd onder beheer gesteld van een speciaal agentschap. Er werden beheerders ingesteld. De Liro had tijdens de oorlog ongeveer 70.000 "rekeninghouders," waarvan het tegoed echter bij elkaar gevoegd was op een "jodenrekening". De beheerders zijn 4 jaar bezig geweest dit alles te ontwarren. Bovendien bleek er tijdens de oorlog diefstal van effecten en goederen te hebben plaatsgevonden door personeelsleden van de bank. Van de goederen was vaak niet meer te achterhalen hoeveel die hadden opgebracht bij de verkoop en evenmin aan wie de resterende goederen toebehoorden. Vanaf maart 1946 konden de schuldeisers - uit de kampen of de onderduik teruggekeerde joden - een voorschot krijgen van maximaal 1000 gulden.
Op 31 december 1948 was het totaal aan vorderingen op de bank bepaald op 245,6 miljoen gulden. De crediteuren kregen in januari 1950 een aanbod om 70% van de vorderingen uit te betalen. Dit aanbod werd juridisch vernietigd, omdat bij aanvaarding van het bod de crediteuren verder afstand moesten doen van rechtsherstel. De terugbetaling werd verhoogd tot 90%, echter zonder uitbetaling van de rente, die de Liro jarenlang had geïnd op het uitgeleend kapitaal. De kosten die nodig waren voor de liquidatie, bijna 12 miljoen gulden, werden afgetrokken van het terug te geven geld. De Nederlandse auteur Isaac Lipschits ziet dit als een voortzetting van het beroven van joden en noemt dit en andere onrechtvaardigheden "De kleine Sjoa". 
Het zogeheten rechtsherstel verliep zeer moeizaam. Zo kregen joden hun effecten, die inmiddels door de Liro verhandeld waren, veelal niet meer terug.
De afwikkeling van de zaken en de teruggave van de geroofde gelden aan rechthebbenden duurden tot 1956. Daarna huisde in het gebouw de ABN Amro, als rechtsopvolger van de Amsterdamsche Bank, die het gebouw uit 1928 ook voor en na de Tweede Wereldoorlog in gebruik had. In 2007 verkocht de bank het gebouw. In 2019 vestigde zich er een CitizenM-hotel.

## Liro-affaire
In 1997 ontdekte een studievriend van journalist Yoeri Albrecht een deel van de Liro-archieven bij toeval in een kantoorpand dat hij gekocht had. Albrecht schreef over de ontdekking twee artikelen in weekblad Vrij Nederland. Dit leidde tot de Liro-affaire. Het bleek dat bij de afwikkeling van de zaken er veelal geen claims meer waren gekomen. De rechthebbenden waren immers gedeporteerd en in veel gevallen vermoord. De toenmalige ambtenaren besloten de resterende bezittingen – sieraden, kleinoden – onderling te verloten en te verkopen. Het archief raakte zoek.
De overheid stelde hierop een Commissie van Onderzoek Liro Archieven in onder leiding van Frans Kordes, voormalig president van de rekenkamer. Minister Zalm schreef later in zijn autobiografie: Dat ‘mijn’ ministerie, waarop ik trots ben, zo onzorgvuldig is geweest, raakt me persoonlijk. Overweeg af te treden omdat ik ook staatsrechtelijk verantwoordelijk ben voor alles wat onder de verantwoordelijkheid van mijn voorgangers is gebeurd.

## Roofkunst
Rond 1990 werd de Commissie Museale Verwervingen 1940-1948 opgericht. De Nederlandse musea gingen zelfonderzoek doen, naar de voorwerpen die zij tijdens de oorlog hadden verworven. Door de commissie werd gevraagd om daarbij met name te letten op eventuele verwervingen via de Liro-bank. In totaal deden 163 musea mee aan het zelfonderzoek. Het bleek niet mogelijk om van alle schilderijen die tijdens de oorlog zijn verworven de herkomst vast te stellen.

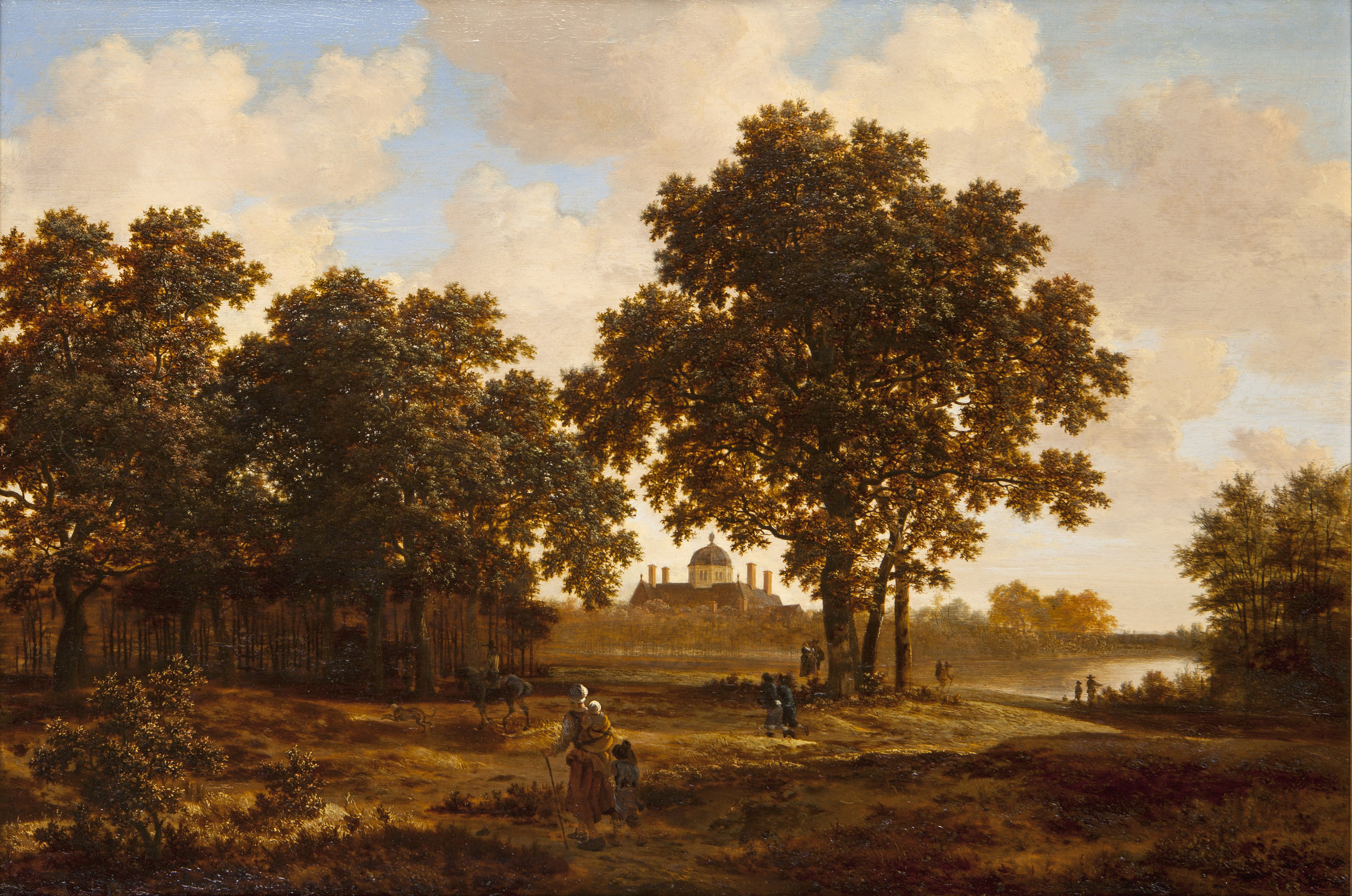
Joris van der Haagen, Het Haagse bos met gezicht op Paleis Huis ten Bosch

In 2015 kwam naar boven bij het herkomstonderzoek Koninklijke Verzamelingen, dat het schilderij Het Haagse bos met gezicht op Paleis Huis ten Bosch van Joris van der Haagen via de Liro in 1960 terecht is gekomen bij het Nederlandse Koninklijk Huis. Koningin Juliana kocht het toen van een kunsthandelaar. Zij zou niet van de roof hebben geweten. Nadat de geschiedenis van het schilderij duidelijk werd, heeft het Koninklijk Huis contact opgenomen met de erfgenamen van de oorspronkelijke joodse eigenaar, voor de oorlog kunstverzamelaar, om het schilderij terug te geven.

## Wetenswaardigheden
- Kurt Victor Karl Mulisch, de vader van de schrijver Harry Mulisch, was directeur personeelszaken van de bank. Harry Mulisch schrijft daarover in "Mijn getijdenboek".
- in 2003 werd aan het genoemde gebouw een plaquette aangebracht.